# سوت بند (واشینگتن)
سوت بند (به انگلیسی: South Bend) شهری در شهرستان پاسیفیک ایالت واشنگتن است که در سرشماری سال ۲۰۱۰ میلادی، ۱۶۳۷ نفر جمعیت داشته است.